# Nakdong
De Nakdong (Hangul: 낙동강) is met een lengte van 525 kilometer de langste rivier in Zuid-Korea. De Nakdong ontspringt in het Taebaek-gebergte en mondt uit in de Straat Korea. Hij stroomt door grote steden als Daegu en Busan. Belangrijke zijrivieren van de Nakdong zijn de Yeong, Geumho en Nam.

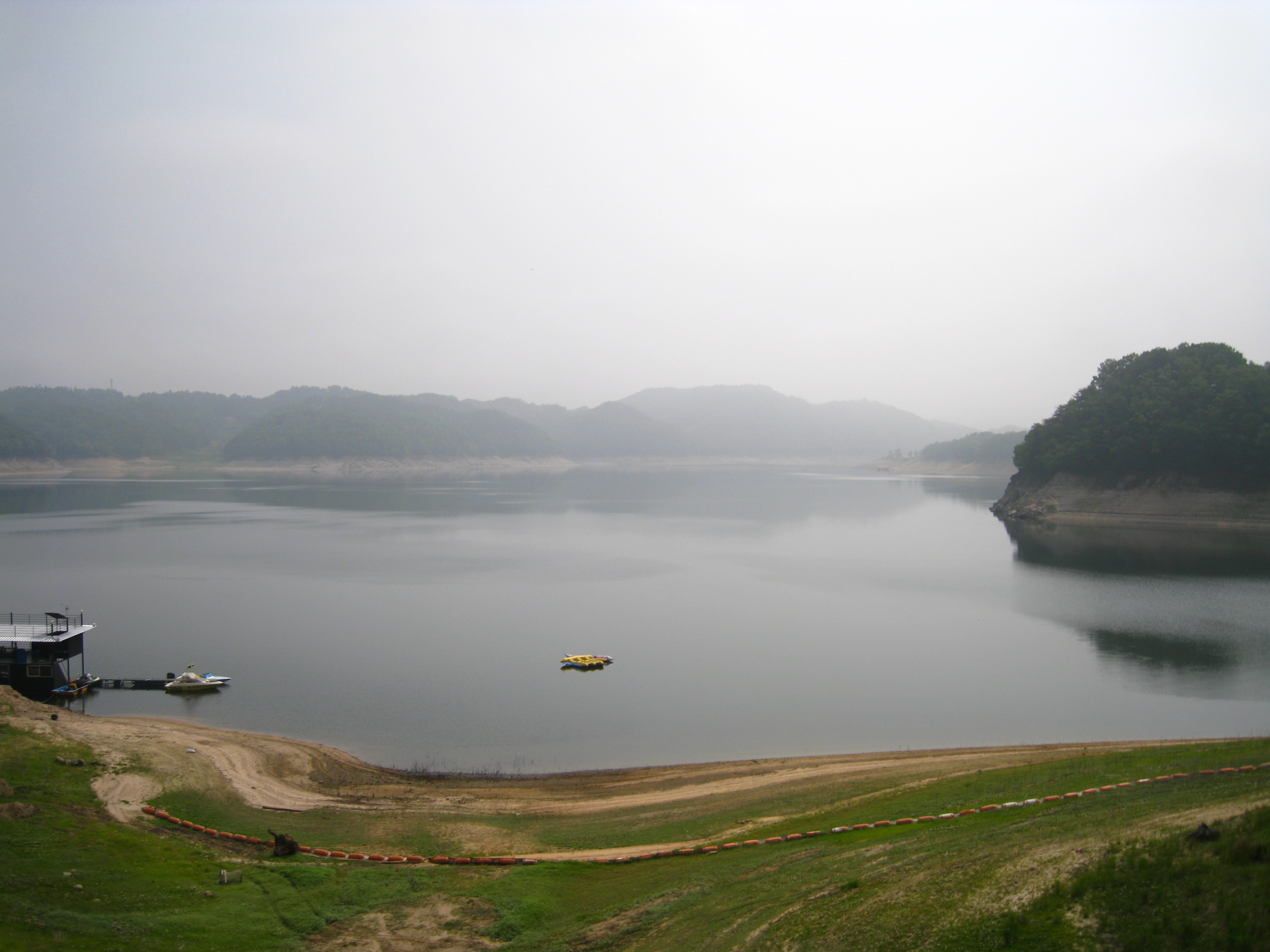
De Nakdong